# Cmd.exe

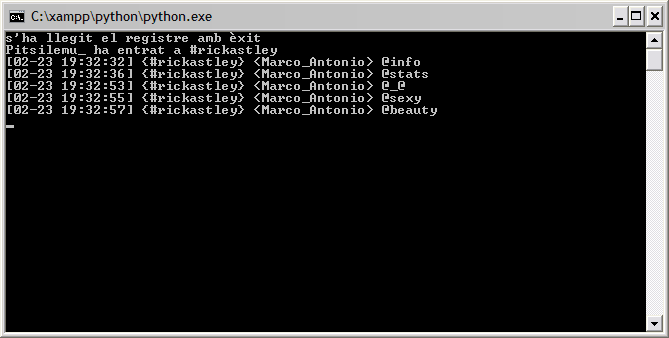
Kommandoprompt i Microsoft Win-XP

cmd.exe är kommandotolken för OS/2 och Windows NT-baserade system (inklusive Windows 2000, XP, and Server 2003). Den ersätter kommandotolken command.com från MS-DOS och är med ett fåtal undantag (mest noterbart kommandot dir) bakåtkompatibel, men åtminstone versionen i Windows NT har ett antal utökningar som i många fall hämtats från de kommandotolkar man finner i Unix-världen:
- Möjlighet att omdirigera stdout och stderr separat.
- Villkorlig kommandoexekvering med &&-operatorn.
- Villkoruttryck och loopar kan exekvera block med flera kommandon.
- For-kommandot för loopar kan göra betydligt mycket mer än att iterera över de filnamn som matchar ett visst mönster.
- Stöd för "tabbkomplettering" av filnamn. (Kräver en ändring i Registret i Windows för att aktiveras före Windows XP.)

I cmd.exe går det även att ange snabbkommando till systemfiler i målmappen system32.
Dock finns vissa svagheter mot de tidigare DOS-versionerna, bland annat går det inte att köra ett program i högre upplösning än 320 x 200 och, i Windows NT och 2000 kan man inte heller köra med ljud, undantaget PC-speaker.
Dessa problem går dock att lösa med DOS-emulatorn DOSBox.